# Zarela Villanueva Monge
Zarela Villanueva Monge là một thẩm phán Costa Rica, từng là Chánh án Tòa án Tối cao Tư pháp Costa Rica từ ngày 13 tháng 5 năm 2013 đến ngày 13 tháng 5 năm 2017..
Bà sinh tại Cartago vào ngày 24 tháng 5 năm 1952, bà là con gái của chính trị gia liberacionista và ba lần là phó tổng thống Jorge Luis Villanueva Badilla. Bà tốt nghiệp luật tại Đại học Costa Rica và là chủ tịch của Hiệp hội luật sinh viên từ năm 1975 đến năm 1976. Bà là chuyên gia về Luật nông nghiệp và có bằng sau đại học về Bạo hành xã hội và gia đình từ Universidad Estatal a Distancia (UNED).
Bà là thị trưởng bang Turrialba năm 1976, luật sư quận ở tỉnhh Heredia, thẩm phán điều tra và luật sư quận ở Paraíso tỉnh Cartago cho đến năm 1979, thẩm phán sơ thẩm trong các vụ kiện dân sự và lao động ở Cartago cho đến năm 1987 và sau đó thẩm phán tòa án cao hơn vấn đề lao động. Năm 1989, bà được bổ nhiệm làm thẩm phán Tòa án Tối cao thứ hai và chịu trách nhiệm xem xét các thủ tục trong các trường hợp lao động và gia đình. Sau đó, vào năm 2010, bà được bổ nhiệm làm phó chủ tịch Tòa án Tối cao và trở thành tổng thống hành động về cái chết của Chánh án Luis Paulino Mora Mora, cho đến khi bà được bổ nhiệm làm Chánh án bởi chính Tòa án đầy đủ vào tháng 5 năm 2013, bà là người phụ nữ đầu tiên Chánh án Tư pháp Quyền lực trong lịch sử Costa Rica. Bà đã nghỉ hưu vào ngày 13 tháng 5 năm 2017.
Anh trai của bà Luis Gerardo Villanueva Monge, một thành viên của Đảng Giải phóng Quốc gia, đã là một phó trong Hội đồng lập pháp Costa Rica, và là chủ tịch của cơ quan đó trong năm 2010-11.
Villanueva được giới thiệu vào La Galeria de las Mujeres de Costa Rica (Phòng trưng bày phụ nữ Costa Rica) vào năm 2007.